# Prêmio Açorianos de 2020
O Prêmio Açorianos é um evento realizado anualmente pela Secretaria Municipal da Cultura de Porto Alegre. Dividido em cinco grandes áreas: música, literatura, teatro, artes plásticas e dança, premia os destaques na produção cultural da Cidade de Porto Alegre, com um troféu. As inscrições para o Prêmio se dão através de editais públicos e júris especializados selecionam os indicados para receber o prêmio. Podem participar todas as atividades adequadas dentro de sua categoria, realizadas no decorrer do ano anterior (2019).

Os eventos, que geralmente são realizados de forma separadas, quase não ocorreram neste ano. Em decorrência da Pandemia de COVID-19, somente o Prêmio Açorianos de Teatro teve a possibilidade ser realizado de forma física, ainda em Março. Os demais prêmios foram transmitidos de forma on-line no decorrer do ano.

## Prêmio Açorianos de Música
A divulgação do 29º Prêmio Açorianos de Música ocorreu de forma virtual em 28 de novembro de 2020. O evento, realizado pela Secretaria Municipal da Cultura de Porto Alegre em parceria com  a Pró-Reitoria de Extensão da UFRGS, através do Departamento de Difusão Cultural e do Salão de Atos, UFRGS TV e TVE, foi transmitido ao vivo de forma simultânea pela TVE, Canal do Youtube da UFRGS TV e na página do Facebook da Coordenação de Música da SMC e foi apresentado por Fernando Zugno e Negra Jaque, diretamente do  Salão de Atos da Universidade Federal do Rio Grande do Sul (UFRGS), com o tema Cidade da Música. Na ocasião foram premiados os melhores álbuns, intérpretes, compositores, instrumentistas e revelação nas seguintes categorias: Música Pop, Música Erudita, Música Instrumental, Música Regional e MPB. Também foi eleito o Melhor Álbum Infantil, Melhor Espetáculo Musical, DVD do Ano, Projeto Gráfico e Produtor Musical.
Ao longo da transmissão, os apresentadores convidaram os espectadores a acompanhá-los por um passeio pela Cidade da Música. A abertura se deu com a exposição Mais tambor menos motor, um trabalho que reúne os artistas do Quilombo do Sopapo, com trilha sonora de Richard Serraria, marcando o encerramento do Novembro Negro, mês de debate sobre uma sociedade antirracista. Em meio à transmissão diversos erros técnicos ocorreram, como a divulgação de prêmio em categorias diferentes aos que foram indicados. Alguns prêmios anunciados acabaram não sendo divulgados, como Álbum do Ano, Revelação do ano, Arranjador e Homenageado do Ano. A participação dos vencedores através de chamada de vídeo, também foi cercada de erros técnicos, como por exemplo, um artista estar participando da conversa fora de sua categoria de premiação.
| Prêmio                | Categoria    | Vencedor(es)                                                        | Demais Indicado(s)                                         |
| --------------------- | ------------ | ------------------------------------------------------------------- | ---------------------------------------------------------- |
| Melhor Disco          | Pop          | Impermanência, Tati Portela                                         | Disco 03, Pimenta Buena                                    |
| Melhor Disco          | Pop          | Impermanência, Tati Portela                                         | Meu Black é Rock, Matheu Corrêa                            |
| Melhor Disco          | Pop          | Impermanência, Tati Portela                                         | Plano de Fuga e Outros Planos, Monema                      |
| Melhor Disco          | Pop          | Impermanência, Tati Portela                                         | Pele/Osso, Bel Medula                                      |
| Melhor Disco          | Pop          | Impermanência, Tati Portela                                         | Corpo/Espaço, As Tubas                                     |
| Melhor Disco          | Erudito      | Plural, José Milton Vieira                                          | Carmen&OsViolões, Violões de Porto e Ana Medeiros La Negra |
| Melhor Disco          | Erudito      | Plural, José Milton Vieira                                          | Serenata, Cintia de Los Santos & Fabiano Cordella          |
| Melhor Disco          | Instrumental | Beauty, João Maldonado                                              | Bicho Solto, Sexteto Gaúcho                                |
| Melhor Disco          | Instrumental | Beauty, João Maldonado                                              | Manacô, James Liberato                                     |
| Melhor Disco          | Instrumental | Beauty, João Maldonado                                              | Travessia, Karmã                                           |
| Melhor Disco          | MPB          | Controversa, Adriana Deffenti                                       | Brasil Quilombo, Glau Barros                               |
| Melhor Disco          | MPB          | Controversa, Adriana Deffenti                                       | Contando Histórias, Calote                                 |
| Melhor Disco          | Regional     | Beira Mar, Beira Rio, Roberto Hahn e Volmir Coelho                  | Vida e Verso, Jean Kirchoff                                |
| Melhor Disco          | Infantil     | Musicards, Thiago Di Luca                                           | Plinc, Jorge H. S. Gomes                                   |
| Melhor Disco          | Infantil     | Musicards, Thiago Di Luca                                           | A Fubica da Vovó, Tuny Brum                                |
| Melhor Intérprete     | Pop          | Tati Portela, por Impermanência                                     | Matheu Corrêa, por Meu Black é Rock                        |
| Melhor Intérprete     | Pop          | Tati Portela, por Impermanência                                     | Saulo Fietz, por Hoje Eu Vejo                              |
| Melhor Intérprete     | Pop          | Tati Portela, por Impermanência                                     | Sérgio Rojas, por Atemporal                                |
| Melhor Intérprete     | Erudito      | Cintia de los Santos, por Serenata                                  | José Milton Vieira, por Plural                             |
| Melhor Intérprete     | Instrumental | Elias Barboza (Sexteto Gaúcho), por Bicho Solto                     | João Maldonado, por Beauty                                 |
| Melhor Intérprete     | MPB          | Adriana Deffenti, por Controversa                                   | Dudu Sperb, por Navegante                                  |
| Melhor Intérprete     | MPB          | Adriana Deffenti, por Controversa                                   | Glau Barros, por Brasil Quilombo                           |
| Melhor Intérprete     | MPB          | Adriana Deffenti, por Controversa                                   | Maria Luiza, por Samba e Amor                              |
| Melhor Intérprete     | Regional     | Volmir Coelho, por Beira Mar, Beira Rio                             | Jean Kirchoff, por Vida e Verso                            |
| Melhor Compositor     | Pop          | Tati Portela, por Impermanência                                     | Bel Medula, por Pele/Osso                                  |
| Melhor Compositor     | Pop          | Tati Portela, por Impermanência                                     | Clarissa Ferreira , por Corpo/Espaço (de As Tubas)         |
| Melhor Compositor     | Pop          | Tati Portela, por Impermanência                                     | Marcelo Guimarães, por Fubango                             |
| Melhor Compositor     | Pop          | Tati Portela, por Impermanência                                     | Saulo Fietz, por Hoje Eu Vejo                              |
| Melhor Compositor     | Erudito      | Dimitri Cervo, por Música Sinfônica                                 | –                                                          |
| Melhor Compositor     | Instrumental | James Liberato, por Manacô                                          | Gambona , por Ventos do Sul (de Ventos do Sul)             |
| Melhor Compositor     | Instrumental | James Liberato, por Manacô                                          | João Maldonado, por Beauty                                 |
| Melhor Compositor     | Instrumental | James Liberato, por Manacô                                          | Yvan Etienne, por Travessia (de Karmã)                     |
| Melhor Compositor     | MPB          | Pedro Borghetti, por Linhas de Tempo                                | –                                                          |
| Melhor Compositor     | Regional     | Carlos Roberto Hahn, por Beira Mar, Beira Rio                       | Rômulo Chaves, por Vida e Verso (de Jean Kirchoff)         |
| Melhor Instrumentista | Pop          | Matheu Corrêa (guitarra), por Meu Black é Rock                      | Dhouglas Umabel (violino), por Atemporal (de Sérgio Rojas) |
| Melhor Instrumentista | Pop          | Matheu Corrêa (guitarra), por Meu Black é Rock                      | João Correa (guitarra), por Disco 3 (de Pimenta Buena)     |
| Melhor Instrumentista | Erudito      | Diego Grendene (clarinete), por O Clarinete na obra de Bruno Kiefer | Fernando Cordella (piano), por Serenata                    |
| Melhor Instrumentista | Erudito      | Diego Grendene (clarinete), por O Clarinete na obra de Bruno Kiefer | José Milton Vieira (trombone), por Plural                  |
| Melhor Instrumentista | Instrumental | Gambona (guitarra), por Ventos do Sul (de Ventos do Sul)            | Yvan Etienne (sax), por Travessia (de Karmã)               |
| Melhor Instrumentista | MPB          | Daniel Wolff (violão), por Iberoamericano                           | –                                                          |
| Melhor Instrumentista | Regional     | Régis Reis (violão), por Vida e Verso (de Rômulo Chaves)            | Violas ao Sul (viola), por Violas ao Sul                   |
| Artista Revelação     | Pop          | Matheu Corrêa (compositor), por Meu Black é Rock                    | Pimenta Buena (disco), por Disco 3                         |
| Artista Revelação     | Pop          | Matheu Corrêa (compositor), por Meu Black é Rock                    | Bibiana Petek (Disco), por Músicas para Segunda-Feira      |
| Artista Revelação     | Pop          | Matheu Corrêa (compositor), por Meu Black é Rock                    | Bel Medula (Disco), por Pele/Osso                          |
| Artista Revelação     | Erudito      | José Milton Vieira (instrumentista), por Plural                     | –                                                          |
| Artista Revelação     | Instrumental | Não houve indicados                                                 | Não houve indicados                                        |
| Artista Revelação     | MPB          | Glau Barros (intérprete), por Brasil Quilombo                       | –                                                          |
| Artista Revelação     | Regional     | Não houve indicados                                                 | Não houve indicados                                        |
| Espetáculo do Ano     | –            | Orquestra Villa-Lobos, Afrika                                       | Anatômica, Viridiana                                       |
| Espetáculo do Ano     | –            | Orquestra Villa-Lobos, Afrika                                       | Espetáculo Ayò, Jorge Foques                               |
| Espetáculo do Ano     | –            | Orquestra Villa-Lobos, Afrika                                       | Brasil Quilombo, Glau Barros                               |
| Espetáculo do Ano     | –            | Orquestra Villa-Lobos, Afrika                                       | Corpo/Espaço, As Tubas                                     |
| Espetáculo do Ano     | –            | Orquestra Villa-Lobos, Afrika                                       | Controversa, Adriana Deffenti                              |
| Espetáculo do Ano     | –            | Orquestra Villa-Lobos, Afrika                                       | Atemporal, Sergio Rojas                                    |
| DVD do Ano            | –            | Brasil Quilombo, Glau Barros                                        | –                                                          |
| Projeto Gráfico       | –            | Plano de Fuga e outros planos, Monema                               | –                                                          |
| Produtor musical      | –            | Matias Pinto, por Bicho Solto (de Sexteto Gaúcho)                   | –                                                          |

## Prêmio Açorianos de Literatura
A divulgação do 27º Prêmio Açorianos de Literatura ocorreu de forma virtual em 17 de dezembro de 2020. O evento, realizado pela Coordenação de Literatura e Humanidades da Secretaria Municipal da Cultura de Porto Alegre, foi transmitido ao vivo pelo Facebook na página da Biblioteca Pública Municipal Josué Guimarães e foi apresentado pelo professor e escritor Sergius Gonzaga. Na ocasião foram premiados os melhores livros, escritos em 2019, em 10 categorias literárias: Conto, Crônica, Ensaio de Literatura e Humanidades, Especial, Infantil, Infanto-Juvenil, Narrativa Longa e Poesia. As categorias Capa e Projeto Gráfico foram extintos na edição de 2017. Uma peculiaridade desta edição ficou na categoria de Narrativa Longa, um empate entre os livros escritos por Altair Martins e Paulo Scott. Os 10 vencedores de cada categoria, concorriam ao prêmio maior: Livro do Ano. O grande vencedor foi Tudo tem a ver, de Arthur Nestrovski. Os vencedores receberam o troféu desenhado por Xico Stockinger.
| Prêmio       | Categoria                           | Vencedor(es)                                                                                     | Demais Indicado(s)                                                                    |
| ------------ | ----------------------------------- | ------------------------------------------------------------------------------------------------ | ------------------------------------------------------------------------------------- |
| Livro do Ano | –                                   | Tudo tem a ver, de Arthur Nestrovski                                                             | –                                                                                     |
| Melhor Livro | Categoria Especial                  | Cem poemas de cem poetas: a mais querida antologia poética do Japão, por Andrei Cunha (tradutor) | As flores do mal (Baudelaire) – Edição comemorativa, por Eduardo Guimarães (tradutor) |
| Melhor Livro | Categoria Especial                  | Cem poemas de cem poetas: a mais querida antologia poética do Japão, por Andrei Cunha (tradutor) | Rio Grande do Sul: Cultura e Identidade, de Eurico Salis                              |
| Melhor Livro | Conto                               | Como se mata uma ilha, de Priscila Pasko                                                         | Os cadernos de solidão de Mário Lavale, de Arthur Telló                               |
| Melhor Livro | Conto                               | Como se mata uma ilha, de Priscila Pasko                                                         | Ralé, de Flávio Ilha                                                                  |
| Melhor Livro | Crônica                             | Comigo no cinema, de Martha Medeiros                                                             | A porta do chapéu, de Celso Gutfreind                                                 |
| Melhor Livro | Crônica                             | Comigo no cinema, de Martha Medeiros                                                             | Não existe mais dia seguinte, de Vitor Necchi                                         |
| Melhor Livro | Ensaios de Literatura e Humanidades | Tudo tem a ver, de Arthur Nestrovski                                                             | Literatura à margem, de Cristóvão Tezza                                               |
| Melhor Livro | Ensaios de Literatura e Humanidades | Tudo tem a ver, de Arthur Nestrovski                                                             | Retratos do conto, de Gilda Neves Bittencourt                                         |
| Melhor Livro | Literatura Infantil                 | Histórias de (não) era uma vez, de Maria Luiza Puglia e Martina Schreiner (ilustrações)          | Problema que bicho tem, de Caio Riter, Irana Moraes e Simone Matias (ilustrações)     |
| Melhor Livro | Literatura Infantil                 | Histórias de (não) era uma vez, de Maria Luiza Puglia e Martina Schreiner (ilustrações)          | A viagem da bruxa, de Celso Gutfreind e Martina Schreiner (ilustrações)               |
| Melhor Livro | Literatura Infanto-Juvenil          | Rabiscos, de Luís Dill e Fernando Vilela (ilustrações)                                           | Contos soturnos, de Milene Barazzetti e Marlon Costa (ilustrações)                    |
| Melhor Livro | Literatura Infanto-Juvenil          | Rabiscos, de Luís Dill e Fernando Vilela (ilustrações)                                           | Manto de coragem, de Athos Beuren e Wellington Diaz (ilustrações)                     |
| Melhor Livro | Narrativa Longa                     | Os donos do inverno, de Altair Martins                                                           | Doze lições, de Daniela Kern                                                          |
| Melhor Livro | Narrativa Longa                     | Marrom e amarelo, de Paulo Scott                                                                 | Doze lições, de Daniela Kern                                                          |
| Melhor Livro | Poesia                              | Apenas por nós choramos, de Anna Mariano                                                         | Fabulário, de Ana Santos                                                              |
| Melhor Livro | Poesia                              | Apenas por nós choramos, de Anna Mariano                                                         | Lícidas, de Leonardo Antubes                                                          |

## Prêmio Açorianos de Artes Plásticas
A divulgação do 13º Prêmio Açorianos de Artes Plásticas ocorreu de forma virtual em 17 de setembro de 2020. O evento, Realizado pela Coordenação de Artes Plásticas da Secretaria Municipal da Cultura de Porto Alegre, foi transmitido ao vivo pelo Canal do Youtube do Atelier Livre Xico Stockinger e foi apresentado pela jornalista Carol Anchieta e pela poeta Agnes Mariá. Na ocasião foram premiadas dez categorias: Artista destaque, Artista em início de trajetória, Curadoria, Exposição individual, Exposição coletiva, Projetos de ação, difusão e inovação, Publicações, Ação de educação, Acervo e Instituição. Também houve premiação para Artista Destaque escolhido pelo Júri, além do Prêmio Jovem Curador Aliança Francesa, uma parceria entre a Aliança Francesa e a Secretaria Municipal da Cultura de Porto Alegre, que concedeu uma viagem à França ao vencedor. A comissão julgadora (júri) foi composta por Luisa Kiefer, Fernanda Albuquerque e Daniel Escobar. Para o júri de premiação foram incluídas também Marina Camargo e Mélanie Le Bihan.
O evento ainda homenageou a artista Mara Álvares, que na ocasião lançou uma exposição virtual com curadoria da artista, educadora e pesquisadora Mônica Hoff e ação educativa da pesquisadora de artes plásticas Vitória Morlin. Lou Borguetti e Danúbio Gonçalves, ambos falecidos em 2020, também receberam homenagens.
| Prêmio               | Categoria                             | Vencedor(es)                                                                                                 | Demais Indicado(s)                                                                                           |
| -------------------- | ------------------------------------- | --- | --- |
| Destaque Artista     | Artista do Ano                        | Teresa Poester                                                                                               | Amélia Brandelli                                                                                             |
| Destaque Artista     | Artista do Ano                        | Teresa Poester                                                                                               | Marisa Carpes                                                                                                |
| Destaque Artista     | Artista em Início de Trajetória       | Manoela Furtado                                                                                              | Camila Proto                                                                                                 |
| Destaque Artista     | Artista em Início de Trajetória       | Manoela Furtado                                                                                              | Verônica Vaz                                                                                                 |
| Destaque Ações       | Ações de Difusão e Inovação           | 6º Festival Kino Beat                                                                                        | Artikin |
| Destaque Ações       | Ações de Difusão e Inovação           | 6º Festival Kino Beat                                                                                        | Mulheres nos Acervos - Pesquisa Colaborativa: Cristina Barros, Marina Roncatto, Mel Ferrari e Nina Sanmartin |
| Destaque Ações       | Ações de Educação                     | 10x15: Momentos de não calar, CAP/UFRGS                                                                      | Ação educativa, MARGS                                                                                        |
| Destaque Ações       | Ações de Educação                     | 10x15: Momentos de não calar, CAP/UFRGS                                                                      | Claudia Hamerski, Projeto curadoria educativa, Galeria Ecarta                                                |
| Destaque Acervo      | –                                     | Mulheres nos Acervos - Pesquisa Colaborativa: Cristina Barros, Marina Roncatto, Mel Ferrari e Nina Sanmartin | Grupo de Bagé - Os Quatro, Caroline Hädrich e Carolina Bouvie Grippa, Fundação Iberê                         |
| Destaque Acervo      | –                                     | Mulheres nos Acervos - Pesquisa Colaborativa: Cristina Barros, Marina Roncatto, Mel Ferrari e Nina Sanmartin | Ações de difusão do acervo da Pinacoteca Barão de Santo Ângelo, Parceria DDC - Acervo PBSA, UFRGS            |
| Destaque Curadoria   | –                                     | Gabriel Cevallos                                                                                             | Ana Carvalho Albani                                                                                          |
| Destaque Curadoria   | –                                     | Gabriel Cevallos                                                                                             | Mulheres nos Acervos - Pesquisa Colaborativa: Cristina Barros, Marina Roncatto, Mel Ferrari e Nina Sanmartin |
| Destaque Exposição   | Exposição Individual                  | Bruno Borne - Ponto vernal, no Museu de Arte do Rio Grande do Sul Aldo Malagoli (MARGS)                      | Eduardo Montelli - Como faremos para desaparecer, na Fundação Cultural e Assistencial Ecarta                 |
| Destaque Exposição   | Exposição Individual                  | Bruno Borne - Ponto vernal, no Museu de Arte do Rio Grande do Sul Aldo Malagoli (MARGS)                      | Rochele Zandavalli - Nosso Lugar ao Sol, no Centro Cultural da UFRGS                                         |
| Destaque Exposição   | Exposição Coletiva                    | As Coisas que são ditas antes, Ocupação. Residência. Exposição, Casa Baka                                    | Acervo em Movimento - Um experimento de curadoria compartilhada entre as equipes do MARGS                    |
| Destaque Exposição   | Exposição Coletiva                    | As Coisas que são ditas antes, Ocupação. Residência. Exposição, Casa Baka                                    | Faltava-lhe apenas um defeito para ser perfeita, Ío, Museu do Trabalho                                       |
| Destaque Instituição | –                                     | Museu de Arte do Rio Grande do Sul Aldo Malagoli (MARGS)                                                     | Casa Baka Arte e Cultura                                                                                     |
| Destaque Instituição | –                                     | Museu de Arte do Rio Grande do Sul Aldo Malagoli (MARGS)                                                     | Centro Cultural da UFRGS                                                                                     |
| Destaque Publicação  | –                                     | Diário de uma boneca, Lia Menna Barreto - FVCB                                                               | Lenir de Miranda: Pintura Périplo, Icleia Borsa Cattani e Paula Ramos, Editora da UFRGS                      |
| Destaque Publicação  | –                                     | Diário de uma boneca, Lia Menna Barreto - FVCB                                                               | O Percurso de um olhar, Luiz Carlos Felizardo, Departamento de Difusão Cultural, Biblioteca Central da UFRGS |
| Destaques Especiais  | Destaque do Júri                      | Luiz Carlos Felizardo, pelo livro O percurso de um olhar                                                     | – |
| Destaques Especiais  | Destaque do Júri                      | Noite dos Museus, organizado pela Rompecabezas                                                               | – |
| Destaques Especiais  | Prêmio Jovem Curador Aliança Francesa | Izis Abreu                                                                                                   | – |

## Prêmio Açorianos de Teatro
A divulgação do 44º Prêmio Açorianos de Artes Cênicas ocorreu em 7 de março de 2020, no Teatro Renascença. O evento, realizado pela Secretaria Municipal da Cultura de Porto Alegre, único a ser promovido de forma presencial no ano, foi apresentado por Miriã Possani, Valeria Barcellos, Ander Belotto e Thiago Souza, acompanhados pelo maestro Renato Borba. Na ocasião foram entregues 30 prêmios para os destaques dos palcos porto-alegrenses, em três premiações distintas: Prêmio Açorianos, Revelação e Tibicuera (Teatro infantil). Neste ano houve pela primeira vez a premiação para a categoria Melhor Elenco.
A escolha dos indicados ao Prêmio Açorianos contou com um júri formado por Lauro Ramalho, Roger Lerina, Fernando Zugno, Thiago Pirajira, Cristiano Vieira, Claudia Sachs e Ciça Reckziegel. Para os indicados ao Prêmio Tibicuera, o júri foi composto por Arlete Cunha, Léo Maciel, Letícia Vieira, Fernando Zugno, Patrícia Fagundes e Michele Rolim. Integraram o júri do Prêmio Revelação Adriane Azevedo, Eduardo Cardoso Batista, Fernando Zugno e Gleniana Peixoto.
| Prêmio        | Categoria            | Vencedor(es) | Demais Indicado(s)                                                           |
| ------------- | -------------------- | --- | ---------------------------------------------------------------------------- |
| Espetáculo    | Melhor Espetáculo    | Tocar Paraíso | Expresso Paraíso                                                             |
| Espetáculo    | Melhor Espetáculo    | Tocar Paraíso | Dispositivo-Gaivota                                                          |
| Espetáculo    | Melhor Espetáculo    | Tocar Paraíso | A Última Peça                                                                |
| Espetáculo    | Melhor Espetáculo    | Tocar Paraíso | 2068                                                                         |
| Espetáculo    | Espetáculo Revelação | Os Mamutes | Nosso estado de sítio                                                        |
| Espetáculo    | Espetáculo Revelação | Os Mamutes | Fábrica de Robôs                                                             |
| Espetáculo    | Espetáculo Revelação | Os Mamutes | Filhas do Sal                                                                |
| Espetáculo    | Espetáculo Revelação | Os Mamutes | Sobre Nós                                                                    |
| Direção       | Melhor Direção       | João de Ricardo, por Tocar Paraíso                                                                                               | Maurício Casiraghi, por Expresso Paraíso                                     |
| Direção       | Melhor Direção       | João de Ricardo, por Tocar Paraíso                                                                                               | Ricardo Zigomático, por Milhões contra Um                                    |
| Direção       | Melhor Direção       | João de Ricardo, por Tocar Paraíso                                                                                               | Francisco Gick, por Dispositivo-Gaivota                                      |
| Direção       | Melhor Direção       | João de Ricardo, por Tocar Paraíso                                                                                               | Gabriela Poester, por A Última Peça                                          |
| Direção       | Direção Revelação    | Jardel Rocha, por Filhas do Sal                                                                                                  | Gustiele Fistarol, por Estava em minha casa quando a chuva viesse            |
| Direção       | Direção Revelação    | Jardel Rocha, por Filhas do Sal                                                                                                  | O grupo, por Os Mamutes                                                      |
| Direção       | Direção Revelação    | Jardel Rocha, por Filhas do Sal                                                                                                  | Eduardo Arruda, por Leonce & Lena                                            |
| Atriz         | Melhor Atriz         | Evelyn Ligocky, por Tocar Paraíso                                                                                                | Danuta Zaghetto, por Expresso Paraíso                                        |
| Atriz         | Melhor Atriz         | Evelyn Ligocky, por Tocar Paraíso                                                                                                | Fernanda Carvalho Leite, por Tocar Paraíso                                   |
| Atriz         | Melhor Atriz         | Evelyn Ligocky, por Tocar Paraíso                                                                                                | Débora Finocchiaro, por Diário Secreto de uma secretária bilíngue            |
| Atriz         | Melhor Atriz         | Evelyn Ligocky, por Tocar Paraíso                                                                                                | Ana Luiza Bergmann, por Terra Adorada                                        |
| Atriz         | Atriz Coadjuvante    | Nina Piccoli, por Dispositivo-Gaivota                                                                                            | Mirna Spritzer, por Expresso Paraíso                                         |
| Atriz         | Atriz Coadjuvante    | Nina Piccoli, por Dispositivo-Gaivota                                                                                            | Mariana da Rosa, por Expresso Paraíso                                        |
| Atriz         | Atriz Coadjuvante    | Nina Piccoli, por Dispositivo-Gaivota                                                                                            | Jezebel de Carli, por Dispositivo- Gaivota                                   |
| Atriz         | Atriz Coadjuvante    | Nina Piccoli, por Dispositivo-Gaivota                                                                                            | Gabriela Lablonovski, por F.R.A.M.E.S.                                       |
| Atriz         | Atriz Revelação      | Ana Caroline Ledur, Fabiola Cristina Orth, Gabriela Mariana Mauss, Joana Gabriela Orth e Nicole Maria Orth, por As Filhas do Sal | Mariana Fernandes e Marina Greve, por Os Mamutes                             |
| Atriz         | Atriz Revelação      | Ana Caroline Ledur, Fabiola Cristina Orth, Gabriela Mariana Mauss, Joana Gabriela Orth e Nicole Maria Orth, por As Filhas do Sal | Maria Luiza Bufrem, por Sobre Nós                                            |
| Ator          | Melhor Ator          | Carlos Azevedo, por Milhões Contra Um                                                                                            | Sandro Marques, por Malone Morre                                             |
| Ator          | Melhor Ator          | Carlos Azevedo, por Milhões Contra Um                                                                                            | Daniel Lion, por TOC: uma comédia obsessiva compulsiva                       |
| Ator          | Melhor Ator          | Carlos Azevedo, por Milhões Contra Um                                                                                            | Rossendo Rodrigues, por Expresso Paraíso                                     |
| Ator          | Melhor Ator          | Carlos Azevedo, por Milhões Contra Um                                                                                            | João de Ricardo, por Tocar Paraíso                                           |
| Ator          | Ator Coadjuvante     | Gustavo Dienstmann, por Dispositivo-Gaivota                                                                                      | Erick Flores, por Malone Morre                                               |
| Ator          | Ator Coadjuvante     | Gustavo Dienstmann, por Dispositivo-Gaivota                                                                                      | Paulo Roberto Farias, por Expresso Paraíso                                   |
| Ator          | Ator Coadjuvante     | Gustavo Dienstmann, por Dispositivo-Gaivota                                                                                      | Diogo Rigo, por Dispositivo-Gaivota                                          |
| Ator          | Ator Coadjuvante     | Gustavo Dienstmann, por Dispositivo-Gaivota                                                                                      | Lucas Prado, por F.R.A.M.E.S.                                                |
| Ator          | Ator Revelação       | Henrique Strieder, por Os Mamutes                                                                                                | Gabriel Martins, por Fábrica de Robôs                                        |
| Ator          | Ator Revelação       | Henrique Strieder, por Os Mamutes                                                                                                | Pablo Bertol, por Leonce & Lena                                              |
| Ator          | Ator Revelação       | Henrique Strieder, por Os Mamutes                                                                                                | Lincoln Speziali, por Sobre Nós                                              |
| Elenco        | –                    | A Última Peça | TOC: uma comédia obsessiva compulsiva                                        |
| Elenco        | –                    | A Última Peça | Dispositivo-Gaivota                                                          |
| Elenco        | –                    | A Última Peça | Tocar Paraíso                                                                |
| Elenco        | –                    | A Última Peça | 2068                                                                         |
| Dramaturgia   | –                    | Complô Cunhã, por Terra Adorada                                                                                                  | Amanda Ghatti, por Milhões Contra Um                                         |
| Dramaturgia   | –                    | Complô Cunhã, por Terra Adorada                                                                                                  | Úrsula Collischonn, por A Última Peça                                        |
| Dramaturgia   | –                    | Complô Cunhã, por Terra Adorada                                                                                                  | Diones Camargo, por F.R.A.M.E.S.                                             |
| Dramaturgia   | –                    | Complô Cunhã, por Terra Adorada                                                                                                  | Júlia Kieling, por Sedimentos                                                |
| Produção      | –                    | Máscara en Cena, por 2068 | Lutti Pereira e Daniel Lion, por TOC: uma comédia obsessiva compulsiva       |
| Produção      | –                    | Máscara en Cena, por 2068 | NEELIC, por Merda!                                                           |
| Produção      | –                    | Máscara en Cena, por 2068 | Teatro Sarcáustico , por A Última Peça                                       |
| Produção      | –                    | Máscara en Cena, por 2068 | Eduardo Kraemer, por Homem de Lugar Nenhum                                   |
| Trilha sonora | –                    | Caio Amon, por Expresso Paraíso                                                                                                  | Cambada de Teatro em Ação Direta Levanta Favela, por Malone Morre            |
| Trilha sonora | –                    | Caio Amon, por Expresso Paraíso                                                                                                  | Vitório Oliveira Azevedo, por Milhões Contra Um                              |
| Trilha sonora | –                    | Caio Amon, por Expresso Paraíso                                                                                                  | Daniel Rhoitman, Rodrigo Fernandez e Cia Espaço em Branco, por Tocar Paraíso |
| Trilha sonora | –                    | Caio Amon, por Expresso Paraíso                                                                                                  | Caio Amon, por 2068                                                          |
| Iluminação    | –                    | Luciana Tondo, por Expresso Paraíso                                                                                              | Casemiro Azevedo, por Milhões contra Um                                      |
| Iluminação    | –                    | Luciana Tondo, por Expresso Paraíso                                                                                              | Carol Zimmer, por Dispositivo-Gaivota                                        |
| Iluminação    | –                    | Luciana Tondo, por Expresso Paraíso                                                                                              | João de Ricardo e Luccas Simas, por Tocar Paraíso                            |
| Iluminação    | –                    | Luciana Tondo, por Expresso Paraíso                                                                                              | Fabiana Santos, por 2068                                                     |
| Figurino      | –                    | Diego Steffani, por Os Palhaços de Tchekhov                                                                                      | Daniel Lion, por TOC: uma comédia obsessiva compulsiva                       |
| Figurino      | –                    | Diego Steffani, por Os Palhaços de Tchekhov                                                                                      | Gustavo Dienstmann, por Dispositivo-Gaivota                                  |
| Figurino      | –                    | Diego Steffani, por Os Palhaços de Tchekhov                                                                                      | Cia Espaço em Branco, por Tocar Paraíso                                      |
| Figurino      | –                    | Diego Steffani, por Os Palhaços de Tchekhov                                                                                      | Liane Venturella, por 2068                                                   |
| Cenografia    | –                    | Guega Peixoto e Francisco Gick, por Dispositivo-Gaivota                                                                          | O Grupo, por Milhões contra Um                                               |
| Cenografia    | –                    | Guega Peixoto e Francisco Gick, por Dispositivo-Gaivota                                                                          | Cia Espaço em Branco, por Tocar Paraíso                                      |
| Cenografia    | –                    | Guega Peixoto e Francisco Gick, por Dispositivo-Gaivota                                                                          | Diego Steffani, por Os Palhaços de Tchekhov                                  |
| Cenografia    | –                    | Guega Peixoto e Francisco Gick, por Dispositivo-Gaivota                                                                          | Complô Cunhã, por Terra Adorada                                              |

### Prêmio Tibicuera de Teatro Infantil
| Prêmio        | Categoria         | Vencedor(es) | Demais Indicado(s)                                                                                              |
| ------------- | ----------------- | --- | --- |
| Espetáculo    | –                 | Os Saltim(b)ancos                                                                                               | Alice Além da Toca do Coelho                                                                                    |
| Espetáculo    | –                 | Os Saltim(b)ancos                                                                                               | A Extraordinária Aventura Romântica de Miranda e Leo Lorival – Esta peça contém um dragão                       |
| Direção       | –                 | Adriane Mottola, por A Extraordinária Aventura Romântica de Miranda e Leo Lorival - Esta Peça Contém um Dragão  | Sue Gotardo, por Alice Além da Toca do Coelho                                                                   |
| Direção       | –                 | Adriane Mottola, por A Extraordinária Aventura Romântica de Miranda e Leo Lorival - Esta Peça Contém um Dragão  | Fabrízio Gorziza, por Os Saltim(b)ancos                                                                         |
| Atriz         | Melhor Atriz      | Miriã Rossani, por A Extraordinária Aventura Romântica de Miranda eLeo Lorival - Esta Peça Contém um Dragão     | Fernanda Beppler, por Bailinho Mototóti                                                                         |
| Atriz         | Melhor Atriz      | Miriã Rossani, por A Extraordinária Aventura Romântica de Miranda eLeo Lorival - Esta Peça Contém um Dragão     | Danuta Zaghetto, por Alice Além da Toca do Coelho                                                               |
| Atriz         | Melhor Atriz      | Miriã Rossani, por A Extraordinária Aventura Romântica de Miranda eLeo Lorival - Esta Peça Contém um Dragão     | Janaína Pelizzon, por A Extraordinária Aventura Romântica de Miranda e Leo Lorival – Esta peça contém um dragão |
| Atriz         | Melhor Atriz      | Miriã Rossani, por A Extraordinária Aventura Romântica de Miranda eLeo Lorival - Esta Peça Contém um Dragão     | Natasha Villar, por Praga de Unicórnios                                                                         |
| Atriz         | Atriz Coadjuvante | Miriã Rossani, por A Extraordinária Aventura Romântica de Miranda eLeo Lorival - Esta Peça Contém um Dragão     | Clarissa Sister, por As Aventuras e Desventuras de Pinóquio                                                     |
| Atriz         | Atriz Coadjuvante | Miriã Rossani, por A Extraordinária Aventura Romântica de Miranda eLeo Lorival - Esta Peça Contém um Dragão     | Kiti Santos, por O Mágico de Oz                                                                                 |
| Ator          | Melhor Ator       | Luíz Manoel, por Alice Além da Toca do Coelho                                                                   | Geison Aquino, por Bailinho Mototóti                                                                            |
| Ator          | Melhor Ator       | Luíz Manoel, por Alice Além da Toca do Coelho                                                                   | Fabrízio Gorziza, por O Gato de Botas e … Bombachas                                                             |
| Ator          | Melhor Ator       | Luíz Manoel, por Alice Além da Toca do Coelho                                                                   | Duda Cardoso, por A Extraordinária Aventura Romântica de Miranda e Leo Lorival – Esta peça contém um dragão     |
| Ator          | Melhor Ator       | Luíz Manoel, por Alice Além da Toca do Coelho                                                                   | Lucas Krug, por O Maravilhoso Mágico de Oz                                                                      |
| Ator          | Ator Coadjuvante  | Dejayr Ferreira, por O Gato de Botas e... Bombachas                                                             | Henrique Gonçalves, por Bailinho Mototóti                                                                       |
| Ator          | Ator Coadjuvante  | Dejayr Ferreira, por O Gato de Botas e... Bombachas                                                             | Carlos Paixão, por O Enigma das Caixas                                                                          |
| Ator          | Ator Coadjuvante  | Dejayr Ferreira, por O Gato de Botas e... Bombachas                                                             | Yuri Niederauer, por Os Saltim(b)ancos                                                                          |
| Ator          | Ator Coadjuvante  | Dejayr Ferreira, por O Gato de Botas e... Bombachas                                                             | Diego Steffani, por O Maravilhoso Mágico de Oz                                                                  |
| Elenco        | –                 | Os Saltim(b)ancos                                                                                               | Alice Além da Toca do Coelho                                                                                    |
| Elenco        | –                 | Os Saltim(b)ancos                                                                                               | A Extraordinária Aventura Romântica de Miranda e Leo Lorival – Esta peça contém um dragão                       |
| Dramaturgia   | –                 | Danuta Zaguetho, Fabiana Santos , Luiz Manoel, Sue Gotardo e Thiago Silva, por Alice além da Toca do Coelho     | Elô Fernandes e Helô Bacichette, por O Enigma das Caixas                                                        |
| Dramaturgia   | –                 | Danuta Zaguetho, Fabiana Santos , Luiz Manoel, Sue Gotardo e Thiago Silva, por Alice além da Toca do Coelho     | Charles Ferreira, por O Gato de Botas e… Bombachas                                                              |
| Produção      | –                 | Ursula Collischonn, por Praga de Unicórnio                                                                      | Paulo Guerra, por O Enigma das Caixas                                                                           |
| Produção      | –                 | Ursula Collischonn, por Praga de Unicórnio                                                                      | Telúrica Produções, por O Gato de Botas e… Bombachas                                                            |
| Produção      | –                 | Cia de Teatro Menino Tambor, por O Mágico de Oz                                                                 | Sue Gotardo, por Alice Além da Toca do Coelho                                                                   |
| Trilha sonora | –                 | Felipe Zancanaro, por A Extraordinária Aventura Romântica de Miranda e Leo Lorival - Esta Peça Contém um Dragão | Arthur Barbosa Neto, por O Gato de Botas e… Bombachas                                                           |
| Trilha sonora | –                 | Felipe Zancanaro, por A Extraordinária Aventura Romântica de Miranda e Leo Lorival - Esta Peça Contém um Dragão | Vitório Azevedo e Casemiro Azevedo, por A Praga de Unicónios                                                    |
| Trilha sonora | –                 | Felipe Zancanaro, por A Extraordinária Aventura Romântica de Miranda e Leo Lorival - Esta Peça Contém um Dragão | Álvaro RosaCosta, por O Maravilhoso Mágico de Oz                                                                |
| Iluminação    | –                 | Ricardo Vivian, por A Extraordinária Aventura Romântica de Miranda e Leo Lorival - Esta Peça Contém um Dragão   | Anilton Souza, por O Enigma das Caixas                                                                          |
| Iluminação    | –                 | Ricardo Vivian, por A Extraordinária Aventura Romântica de Miranda e Leo Lorival - Esta Peça Contém um Dragão   | Nara Lúcia Maia, por O Gato de Botas e… Bombachas                                                               |
| Iluminação    | –                 | Ricardo Vivian, por A Extraordinária Aventura Romântica de Miranda e Leo Lorival - Esta Peça Contém um Dragão   | Marga Ferreira, por Alice Além da Toca do Coelho                                                                |
| Iluminação    | –                 | Ricardo Vivian, por A Extraordinária Aventura Romântica de Miranda e Leo Lorival - Esta Peça Contém um Dragão   | Nara Lúcia Maia, por Os Saltim(b)ancos                                                                          |
| Figurino      | –                 | Claudio Benevenga, por O Gato de Botas e... Bombachas                                                           | Titi Lopes, por O Enigma das Caixas                                                                             |
| Figurino      | –                 | Claudio Benevenga, por O Gato de Botas e... Bombachas                                                           | Daniel Lion, por Alice Além da Toca do Coelho                                                                   |
| Figurino      | –                 | Claudio Benevenga, por O Gato de Botas e... Bombachas                                                           | Diane Sbardelloto, por Os Saltim(b)ancos                                                                        |
| Figurino      | –                 | Claudio Benevenga, por O Gato de Botas e... Bombachas                                                           | Daniel Lion, por O Maravilhoso Mágico de Oz                                                                     |
| Cenografia    | –                 | Marcos Buffon, por O Gato de Botas e... Bombachas                                                               | Jony Pereira, por O Enigma das Caixas                                                                           |
| Cenografia    | –                 | Marcos Buffon, por O Gato de Botas e... Bombachas                                                               | Alex Limberger, por Alice Além da Toca do Coelho                                                                |
| Cenografia    | –                 | Marcos Buffon, por O Gato de Botas e... Bombachas                                                               | Yara Balboni, por A Extraordinária Aventura Romântica de Miranda e Leo Lorival – Esta peça contém um dragão     |
| Cenografia    | –                 | Marcos Buffon, por O Gato de Botas e... Bombachas                                                               | Lucas Krug, por O Maravilhoso Mágico de Oz                                                                      |

## Prêmio Açorianos de Dança
A divulgação do 17º Prêmio Açorianos de Dança ocorreu de forma virtual em 27 de setembro de 2020. O evento, Realizado pelo Centro Municipal de Dança da Secretaria Municipal da Cultura de Porto Alegre, foi transmitido ao vivo pela página do Facebook do Centro de Dança e foi apresentado por Aline Marques e Eduardo D'Ávila. Na ocasião foram premiadas dez categorias: Espetáculo do Ano, Direção, Bailarino, Bailarina, Coreografia, Cenografia, Iluminação, Figurino, Trilha Sonora e Produção. Outras 11 categorias especiais, premiaram destaques em diversas áreas da Dança Porto Alegrense. A comissão julgadora era composta por 23 profissionais da área.
O Espetáculo Dura Máter, indicado em oito das dez categorias principais, confirmou o seu favoritismo, vencendo em três categorias, incluindo o Espetáculo do Ano. Cláudio Etges recebeu o Prêmio de Personalidade do Ano, pela sua trajetória de mais de 40 anos como fotógrafo de dança no Rio Grande do Sul, registrando e dando visibilidade para milhares de produções ao longo das últimas décadas. Entre os homenageados também estiveram Curso de Dança da UFRGS pelos dez anos de atividade, ajudando a consolidar a pesquisa, o ensino e a arte da dança no campo acadêmico, e o Conjunto de Folclore Internacional Os Gaúchos, pelos 50 anos de pesquisa e divulgação da arte folclórica dos povos através da música e da dança. 
| Prêmio                                             | Vencedor(es)                                                                          | Demais Indicado(s)                                                                                |
| -------------------------------------------------- | ------------------------------------------------------------------------------------- | ------------------------------------------------------------------------------------------------- |
| Espetáculo do Ano                                  | Dura Máter                                                                            | Afluência                                                                                         |
| Espetáculo do Ano                                  | Dura Máter                                                                            | Chromos                                                                                           |
| Espetáculo do Ano                                  | Dura Máter                                                                            | Reutilizáveis Corpos Descartáveis                                                                 |
| Espetáculo do Ano                                  | Dura Máter                                                                            | Tiger Balm                                                                                        |
| Direção                                            | Coletivo Grupelho, por Tiger Balm                                                     | Bruna Gomes, por Dura Máter                                                                       |
| Direção                                            | Coletivo Grupelho, por Tiger Balm                                                     | Direção coletiva pelo Espetáculo Afluência                                                        |
| Direção                                            | Coletivo Grupelho, por Tiger Balm                                                     | Gustavo Silva, por Chromos                                                                        |
| Direção                                            | Coletivo Grupelho, por Tiger Balm                                                     | Patrícia Nardelli e Luíza Fischer, por Três Canções                                               |
| Bailarino                                          | Pedro Coelho, por Reutilizáveis Corpos Descartáveis                                   | Bruno Manganelli, por FM                                                                          |
| Bailarino                                          | Pedro Coelho, por Reutilizáveis Corpos Descartáveis                                   | Leonardo Maia Moreira, por Pétalas ao Vento                                                       |
| Bailarino                                          | Pedro Coelho, por Reutilizáveis Corpos Descartáveis                                   | Robinson Gambarra, por Arcanum                                                                    |
| Bailarino                                          | Pedro Coelho, por Reutilizáveis Corpos Descartáveis                                   | Willian Dipe Anga, por Chromos                                                                    |
| Bailarina                                          | Marilice Bastos, por Translúcido                                                      | Geórgia Macedo, por Afluência                                                                     |
| Bailarina                                          | Marilice Bastos, por Translúcido                                                      | Louíse Lucena, por Do lugar onde habito                                                           |
| Bailarina                                          | Marilice Bastos, por Translúcido                                                      | Luíse Robaski, por Reutilizáveis Corpos Descartáveis                                              |
| Bailarina                                          | Marilice Bastos, por Translúcido                                                      | Taís da Cunha Schneider, por Dura Máter                                                           |
| Coreografia                                        | Maurício Miranda, por Reutilizáveis Corpos Descartáveis                               | Bruna Gomes, por Dura Máter                                                                       |
| Coreografia                                        | Maurício Miranda, por Reutilizáveis Corpos Descartáveis                               | Geórgia Macedo, por Afluência                                                                     |
| Coreografia                                        | Maurício Miranda, por Reutilizáveis Corpos Descartáveis                               | Gustavo Silva, por Chromos                                                                        |
| Coreografia                                        | Maurício Miranda, por Reutilizáveis Corpos Descartáveis                               | Marilice Bastos, por Translúcido                                                                  |
| Cenografia                                         | Reynaldo Netto, Daisy Homrich e Lucas Busato, por O Paradoxo da Queda                 | Al-Málgama, por Dura Máter                                                                        |
| Cenografia                                         | Reynaldo Netto, Daisy Homrich e Lucas Busato, por O Paradoxo da Queda                 | Companhia H, por FM                                                                               |
| Cenografia                                         | Reynaldo Netto, Daisy Homrich e Lucas Busato, por O Paradoxo da Queda                 | Gustavo Silva, por Chromos                                                                        |
| Cenografia                                         | Reynaldo Netto, Daisy Homrich e Lucas Busato, por O Paradoxo da Queda                 | Isabel Ramil, por Afluência                                                                       |
| Iluminação                                         | Gustavo Silva, por Chromos                                                            | Casemiro Azevedo, por Ranhuras                                                                    |
| Iluminação                                         | Gustavo Silva, por Chromos                                                            | Karrah, por Reutilizáveis Corpos Descartáveis                                                     |
| Iluminação                                         | Gustavo Silva, por Chromos                                                            | Leandro Gass, por Dura Máter                                                                      |
| Iluminação                                         | Gustavo Silva, por Chromos                                                            | Lucca Simas, por O Paradoxo da Queda                                                              |
| Figurino                                           | Loraine Santos, por Dura Máter                                                        | Ateliê Alfa, por FM                                                                               |
| Figurino                                           | Loraine Santos, por Dura Máter                                                        | Antônio Rabadan, Júlia Dieguez Lippel, Mova e elenco, por Reutilizáveis Corpos Descartáveis       |
| Figurino                                           | Loraine Santos, por Dura Máter                                                        | Graça Ferrari, por Tiger Balm                                                                     |
| Figurino                                           | Loraine Santos, por Dura Máter                                                        | Gustavo Silva, por Chromos                                                                        |
| Trilha Sonora                                      | Felipe Zancanaro e Thiago Ramil, por Afluência                                        | Flamenco Popular, por Arcanum                                                                     |
| Trilha Sonora                                      | Felipe Zancanaro e Thiago Ramil, por Afluência                                        | Henrique Fagundes, por Tiger Balm                                                                 |
| Trilha Sonora                                      | Felipe Zancanaro e Thiago Ramil, por Afluência                                        | Patrícia Nardelli, por Três Canções                                                               |
| Trilha Sonora                                      | Felipe Zancanaro e Thiago Ramil, por Afluência                                        | Robson Serafini, por Metades                                                                      |
| Produção                                           | Al-Málgama, por Dura Máter                                                            | Dullius Dance, por Unífico                                                                        |
| Produção                                           | Al-Málgama, por Dura Máter                                                            | Cintia Bracht, elenco Guadalupe Casal, por Reutilizáveis Corpos Descartáveis                      |
| Produção                                           | Al-Málgama, por Dura Máter                                                            | Guilherme Conrad, por O Paradoxo da Queda                                                         |
| Produção                                           | Al-Málgama, por Dura Máter                                                            | Luka Ibarra (Lucida Desenvolvimento Cultural), por FM                                             |
| Prêmios Destaque                                   |                                                                                       |                                                                                                   |
| Destaque em Ballet Clássico                        | ABC Dança Festival Infantil, criado e organizado pela professora Samanta Bueno Medina | Dançar é arte - da ONG Renascer da Esperança Restinga coordenado por Daniel Santo                 |
| Destaque em Ballet Clássico                        | ABC Dança Festival Infantil, criado e organizado pela professora Samanta Bueno Medina | Festival Internacional de Dança de Porto Alegre - organizado e realizado pelo Ballet Vera Bublitz |
| Destaque em Ballet Clássico                        | ABC Dança Festival Infantil, criado e organizado pela professora Samanta Bueno Medina | Gala Ballet 2019 – criado e organizado por Cris Fragoso                                           |
| Destaque em Ballet Clássico                        | ABC Dança Festival Infantil, criado e organizado pela professora Samanta Bueno Medina | Gisele Meinhardt                                                                                  |
| Destaque em Sapateado                              | Ilha, pela Pesquisa em TAP                                                            | Heloísa Bertoli                                                                                   |
| Destaque em Sapateado                              | Ilha, pela Pesquisa em TAP                                                            | Cia Claquê, pelo Espetáculo Hoje tem Espetáculo                                                   |
| Destaque em Sapateado                              | Ilha, pela Pesquisa em TAP                                                            | Mulher de Fases                                                                                   |
| Destaque em Sapateado                              | Ilha, pela Pesquisa em TAP                                                            | Tap Hour                                                                                          |
| Destaque em Flamenco                               | Silvia Canarim                                                                        | Ana Medeiros, pelo CD Carmen & os Violões                                                         |
| Destaque em Flamenco                               | Silvia Canarim                                                                        | Companhia Del Puerto                                                                              |
| Destaque em Flamenco                               | Silvia Canarim                                                                        | Marco van Teffelen                                                                                |
| Destaque em Jazz                                   | Escobar Junior                                                                        | POA Dança Jazz                                                                                    |
| Destaque em Jazz                                   | Escobar Junior                                                                        | Igor Zorzella                                                                                     |
| Destaque em Jazz                                   | Escobar Junior                                                                        | Espetáculo Reutilizáveis Corpos Descartáveis                                                      |
| Destaque em Jazz                                   | Escobar Junior                                                                        | Grupo de Dança Move It                                                                            |
| Destaque em Dança do Ventre                        | Al-Málgama, pelo espetáculo Dura Máter                                                | Karine Neves, pelo Espetáculo Conexões                                                            |
| Destaque em Dança do Ventre                        | Al-Málgama, pelo espetáculo Dura Máter                                                | Gabriela Bonatto                                                                                  |
| Destaque em Dança do Ventre                        | Al-Málgama, pelo espetáculo Dura Máter                                                | Grupo Filhas de Rá, pelo Espetáculo Deusas                                                        |
| Destaque em Dança do Ventre                        | Al-Málgama, pelo espetáculo Dura Máter                                                | Fernando Espinosa                                                                                 |
| Destaque em Danças Urbanas                         | Coletivo Underground Queen                                                            | Leleo (Leonardo Meirelles)                                                                        |
| Destaque em Danças Urbanas                         | Coletivo Underground Queen                                                            | Syl Rodrigues, diretor artístico da Flashblack Cia de Dança                                       |
| Destaque em Dança Contemporânea                    | Coletivo Moebius, pelos Espetáculos Ranhuras, Três Canções e Poéticas                 | Espetáculo Afluência                                                                              |
| Destaque em Dança Contemporânea                    | Coletivo Moebius, pelos Espetáculos Ranhuras, Três Canções e Poéticas                 | Estúdio Amplo                                                                                     |
| Destaque em Dança Contemporânea                    | Coletivo Moebius, pelos Espetáculos Ranhuras, Três Canções e Poéticas                 | Laura Bernardes e Milena Fernandes, pela performance Despertar                                    |
| Destaque em Dança Contemporânea                    | Coletivo Moebius, pelos Espetáculos Ranhuras, Três Canções e Poéticas                 | Projeto Degustação de Movimentos com o Mímese, por Mímese Cia. de Dança-Coisa                     |
| Destaque em Danças Folclóricas/Étnicas             | Pablo Geovane                                                                         | Afrosul/Odomodê                                                                                   |
| Destaque em Danças Folclóricas/Étnicas             | Pablo Geovane                                                                         | La Marropeña Brasil                                                                               |
| Destaque em Danças Folclóricas/Étnicas             | Pablo Geovane                                                                         | Movimento Cênico do Cesmar/Centro Social Marista de Porto Alegre                                  |
| Destaque em Danças Folclóricas/Étnicas             | Pablo Geovane                                                                         | Movimento Meninas Crespas                                                                         |
| Destaque em Projeto de Formação e Difusão em Dança | Dança e Saúde Mental                                                                  | ABC Dança Festival Infantil                                                                       |
| Destaque em Projeto de Formação e Difusão em Dança | Dança e Saúde Mental                                                                  | Degustação de movimentos com o Mímese                                                             |
| Destaque em Projeto de Formação e Difusão em Dança | Dança e Saúde Mental                                                                  | Musas e Muso do Ceprima                                                                           |
| Destaque em Projeto de Formação e Difusão em Dança | Dança e Saúde Mental                                                                  | Projeto Dança & Parkinson                                                                         |
| Destaque em Novas Mídias                           | Cross-Cap, por Lícia Arosteguy                                                        | Contágio, pelo Coletivo Opsis                                                                     |
| Destaque em Novas Mídias                           | Cross-Cap, por Lícia Arosteguy                                                        | Depois em voz alta, por Anne Plein e Caroline Turchiello                                          |
| Destaque em Novas Mídias                           | Cross-Cap, por Lícia Arosteguy                                                        | Home. pleo Grupo K-Klass                                                                          |
| Destaque em Dança de Salão                         | Martha Royer                                                                          | Caroline Wüppel                                                                                   |
| Destaque em Dança de Salão                         | Martha Royer                                                                          | Eduardo Santacruz                                                                                 |
| Destaque em Dança de Salão                         | Martha Royer                                                                          | Martha Royer (Zathus Espaço de Dança)                                                             |
| Destaque em Dança de Salão                         | Martha Royer                                                                          | Zouk na Rua                                                                                       |